# Lytechinus pictus
Espèce
Lytechinus pictus est une espèce d’oursins tropical de la famille des Toxopneustidae.

## Description
C'est un oursin régulier de forme arrondie et aplatie, pouvant atteindre une petite dizaine de diamètre. Ses radioles (piquants) pointues sont nombreuses, épaisses, densément réparties mais courtes. Ces oursins sont d'un blanc relativement pur, avec des motifs concentriques rosés ou violacés sur la face supérieure, dont les plus centraux ont une forme d'étoile grossière.

## Habitat et répartition
Cet oursin vit sur une large gamme de profondeurs (jusqu'à plus de 300 m), sur des fonds sableux ou caillouteux.
On le trouve principalement dans le Pacifique est, notamment en Californie du sud.

## Écologie et comportement
La reproduction est gonochorique, et mâles et femelles relâchent leurs gamètes en même temps en pleine eau, où œufs puis larves vont évoluer parmi le plancton pendant quelques semaines avant de se fixer.